# اسوبودا (روزنامه)
اسوبودا (به اوکراینی: «Свобода»  — «آزادی») قدیمی‌ترین روزنامۀ اوکراینی موجود و پرخواننده‌ترین روزنامه در جهان غرب است.

## تاریخچه
اسوبودا در شهر جرسی، نیوجرسی در ۱۱ سپتامبر ۱۸۹۳ میلادی توسط پدر هریهوری هروشکا تأسیس شد. در ۲۲ فوریه ۱۸۹۴ میلادی، انجمن ملی اوکراینی (یو‌ان‌ای) روزنامه را به عنوان ارگان رسمی خود پذیرفت. این روزنامه در ۱ مارس ۱۸۹۴ میلادی به دو هفته‌نامه تبدیل شد، در ۸ اوت ۱۹۱۴ میلادی به سه هفته‌نامه و در ۳ ژانویه ۱۹۲۱ میلادی به یک روزنامۀ روزانه تبدیل شد. اسوبودا به عنوان «سخنگویی» برای اوکراینی‌های آمریکای شمالی عمل کرد و در بحث و حل مشکلات مهاجران نقش مهمی ایفا کرد. قبل از تأسیس نشریات اوکراینی-کانادایی (مانند: کانادایسکی فارمر)، این تنها روزنامۀ اوکراینی زبان با هر یادداشتی در کانادا بود؛ اما در طول جنگ جهانی دوم به خاطر همدردی‌ طرفداران نازی‌ها، توسط این کشور توقیف شد.
در خارج از آمریکای شمالی، اوکراینی‌های برزیل، گالیسیا و بوکووینا نیز مشترک آن بودند. این یک کانال ارتباطی برای روشنفکرانی بود که به مهاجرت دهقانان اوکراینی و زندگی در دنیای جدید اهمیت می‌دادند؛ آن‌ها از این روزنامه برای راهنمایی آن‌ها به سمت بهبود شیوه‌های زندگی و انطباق با آرمان‌های تمدن اروپایی استفاده کردند. اسوبودا به واسطۀ یک برنامۀ روشنگری، تأسیس مدارس اوکراینی و همچنین یادگیری زبان و تاریخ اوکراینی را ترویج کرد.
اوج تیراژ آن تقریباً ۱۸/۰۰۰ مجلد بود.